# Nerine
Cet article concerne la plante. Pour le ver marin anciennement appelé Nerine, voir Scolelepis.
Genre
Classification APG III (2009)
Nerine est un genre de plantes herbacées vivaces. Il appartient à la famille des Liliaceae selon la classification classique. La classification phylogénétique le place dans la famille des Amaryllidaceae.
Ce sont des plantes monocotylédones appartenant à l'ordre des Asparagales, comprenant près d'une cinquantaine de variétés. L'une d'elles, la Nerine bowdenii à fleurs roses parfumées, que l'on rencontre en Afrique du Sud et dans les îles Anglo-Normandes (notamment à Guernesey où elle est devenue la fleur emblématique de l'île sous le nom de Lis de Guernesey).
C'est une plante à bulbe de 3 à 5 cm de diamètre. À la fin de l'hiver et au début du printemps, la plante produit plusieurs tiges en forme de feuilles vertes, d'environ 20 cm de long et 1 cm de large, disposés en deux rangées. Les feuilles meurent à la fin du printemps et le bulbe est alors en sommeil jusqu'à la fin de l'été.

## Liste d'espèces
Selon ?[réf. nécessaire] :
- Nerine alta
- Nerine angulata
- Nerine angustifolia
- Nerine appendiculata
- Nerine bowdenii
- Nerine brachystemon
- Nerine breachiae
- Nerine crispa
- Nerine corrusca
- Nerine curvifolia
- Nerine duparquetiana
- Nerine elwesii
- Nerine falcata
- Nerine filamentosa
- Nerine filifolia
- Nerine flexuosa'
- Nerine frithii
- Nerine gaberonensis
- Nerine gibsonii
- Nerine gracilis
- Nerine hesseoides
- Nerine humilis
- Nerine huttonii
- Nerine insignis
- Nerine krigei
- Nerine lucida
- Nerine marginata
- Nerine marincowitzii
- Nerine masonorum
- Nerine moorei
- Nerine pancratioides
- Nerine parviflora
- Nerine peersii
- Nerine plantii
- Nerine platypetala
- Nerine pudica
- Nerine pumila
- Nerine pusilla
- Nerine rehmannii
- Nerine ridleyi
- Nerine sarniensis
- Nerine schlechteri
- Nerine transvaalensis
- Nerine tulbaghensis
- Nerine undulata
- Nerine veitchii
- Nerine versicolor

Selon World Checklist of Selected Plant Families (WCSP) (15 mars 2012) :
- Nerine angustifolia (Baker) W.Watson (1889)
- Nerine appendiculata Baker (1894)
- Nerine bowdenii W.Watson (1904)
- Nerine filamentosa W.F.Barker (1935)
- Nerine filifolia Baker (1881)
- Nerine frithii L.Bolus (1921)
- Nerine gaberonensis Bremek. & Oberm. (1935)
- Nerine gibsonii K.H.Douglas (1968)
- Nerine gracilis R.A.Dyer (1937)
- Nerine hesseoides L.Bolus (1938)
- Nerine humilis (Jacq.) Herb. (1820)
- Nerine huttoniae Schönland (1903)
- Nerine krigei W.F.Barker (1932)
- Nerine laticoma (Ker Gawl.) T.Durand & Schinz (1894)
- Nerine marincowitzii Snijman (1995)
- Nerine masonorum L.Bolus (1930)
- Nerine pancratioides Baker (1891)
- Nerine platypetala McNeil (1971)
- Nerine pudica Hook.f. (1871)
- Nerine pusilla Dinter (1914)
- Nerine rehmannii (Baker) L.Bolus (1930)
- Nerine ridleyi E.Phillips (1913)
- Nerine sarniensis (L.) Herb. (1820)
- Nerine transvaalensis L.Bolus (1938)
- Nerine undulata (L.) Herb. (1820)
- Nerine ×versicolor Herb. (1821)

Selon NCBI (15 mars 2012) :
- Nerine alta
- Nerine bowdenii
- Nerine laticoma
- Nerine sarniensis

Selon World Register of Marine Species (15 mars 2012) :
- Nerine beata Williams, 1859
- Nerine faughani Gallardo, 1968
- Nerine macrochaeta Schmarda, 1861
- Nerine marcella Williams, 1851

Selon ITIS (15 mars 2012) :
- Nerine bowdenii W. Watson

Selon Catalogue of Life (15 mars 2012) :
- Nerine beata
- Nerine faughani
- Nerine macrochaeta
- Nerine marcella